# Tenstatunneln

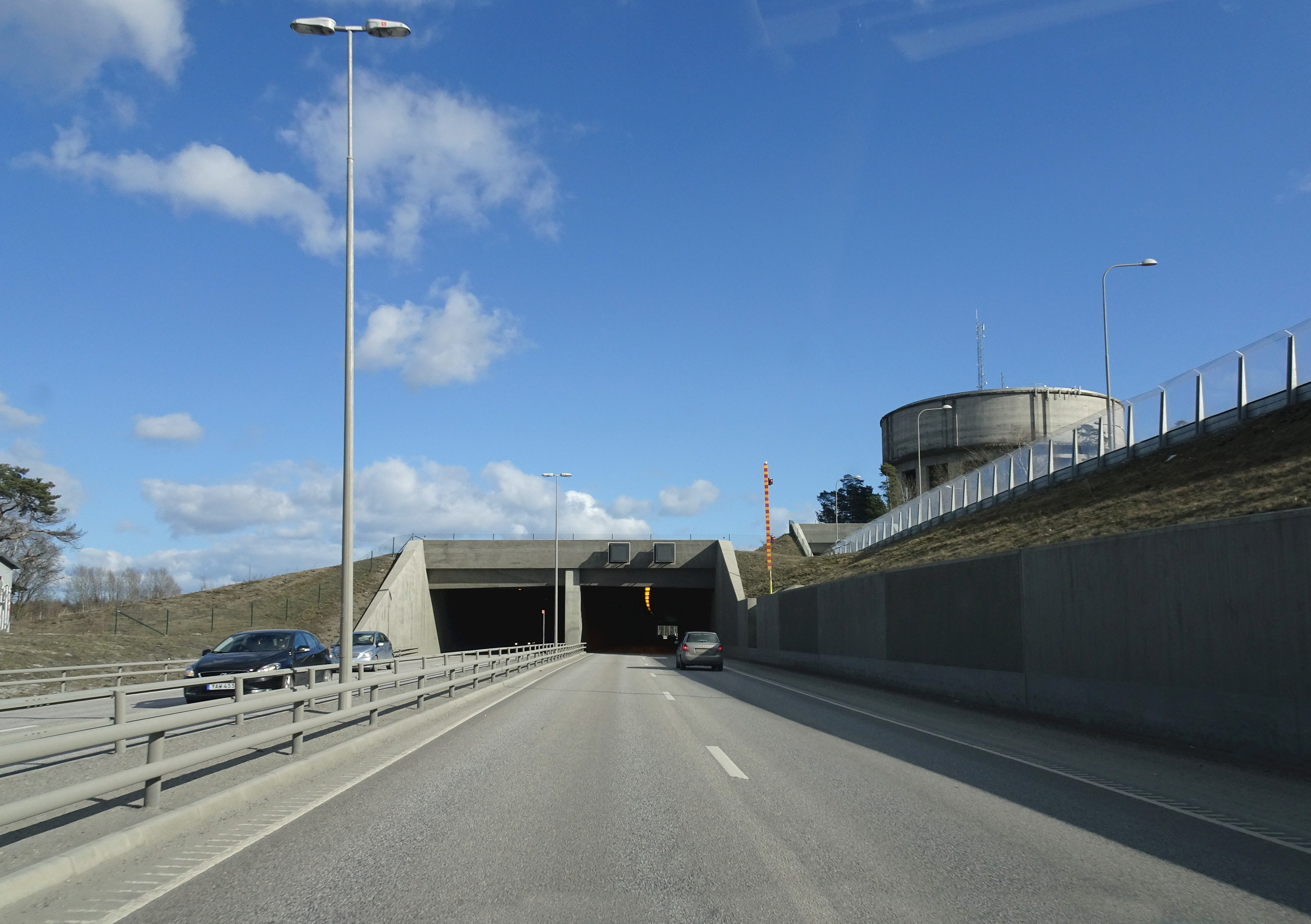
Tenstatunneln mot öster, till höger syns Tensta vattentorn.

Tenstatunneln är en tunnel för motorvägen E18 i Stockholm i stadsdelen Tensta. Tunneln är en betongtunnel, som anlades mellan 2010 och 2014 i samband med utbyggnaden av E18 till motorväg mellan Hjulsta och Kista.
Tunneln är 300 meter lång med två körfält i vardera riktningen och består av två separata betongtunnlar som ligger nedanför (norr om) Tensta vattentorn. En av anledningarna för tillkomsten av tunneln var att låta Tensta och Hjulsta växa samman med Järvafältet där Enköpingsvägen (E18) tidigare utgjorde en barriär. Redan år 2003 tog Stockholms stad beslut om att låta bygga bostäder ovanpå E18 där trafiken dras in i två korta tunnlar vid Tensta respektive Rinkeby. Tunneln är därför så konstruerad att den kan bära en last av en framtida bebyggelse. Av säkerhetsskäl föreslogs en buffertzon mellan tunneltaket och bebyggelse som kan användas som parkeringsgarage.